# Bianca Stuart
Bianca Stuart (sinh ngày 17 tháng 5 năm 1988 tại Nassau, Bahamas) là một vận động viên nhảy xa và người giữ kỷ lục quốc gia Bahamas với bước nhảy 6,81 m vào năm 2011.

## Thành tích
| Năm                  | Giải đấu                                                  | Địa điểm                | Thứ hạng             | Nội dung             | Chú thích            |
| Representing Bahamas | Representing Bahamas                                      | Representing Bahamas    | Representing Bahamas | Representing Bahamas | Representing Bahamas |
| -------------------- | --------------------------------------------------------- | ----------------------- | -------------------- | -------------------- | -------------------- |
| 2002                 | CARIFTA Games                                             | Nassau, Bahamas         | 2nd                  | Long jump            | 5.30 m               |
| 2002                 | Central American and Caribbean Junior Championships (U17) | Bridgetown, Barbados    | 4th                  | 400 m                | 5.30 m (-0.1 m/s)    |
| 2004                 | Central American and Caribbean Junior Championships (U17) | Coatzacoalcos, Mexico   | 3rd                  | Long jump            | 5.71 m               |
| 2004                 | Central American and Caribbean Junior Championships (U17) | Coatzacoalcos, Mexico   | 3rd                  | 4 × 100 m relay      | 47.97                |
| 2006                 | Central American and Caribbean Junior Championships (U20) | Port of Spain, Trinidad | 2nd                  | Long jump            | 6.09 m (0.0 m/s)     |
| 2006                 | World Junior Championships                                | Bắc Kinh, Trung Quốc    | 14th (q)             | Long jump            | 6.05 m (-0.2 m/s)    |
| 2007                 | Pan American Junior Championships                         | São Paulo, Brazil       | 2nd                  | Long jump            | 6.12 m               |
| 2008                 | Central American and Caribbean Championships              | Cali, Colombia          | 1st                  | Long jump            | 6.54 m               |
| 2008                 | NACAC U-23 Championships                                  | Toluca, México          | 3rd                  | Long jump            | 6.37m (NWI) A        |
| 2009                 | Central American and Caribbean Championships              | Havana, Cuba            | 4th                  | Long jump            | 6.31 m               |
| 2010                 | Central American and Caribbean Games                      | Mayagüez, Puerto Rico   | 3rd                  | Long jump            | 6.50 m               |
| 2010                 | NACAC Under-23 Championships                              | Miramar, Hoa Kỳ         | 2nd                  | Long jump            | 6.42m (-0.4 m/s)     |
| 2011                 | Central American and Caribbean Championships              | Mayagüez, Puerto Rico   | 1st                  | Long jump            | 6.81 m               |
| 2011                 | World Championships                                       | Daegu, Hàn Quốc         | 17th (q)             | Long jump            | 6.44 m               |
| 2012                 | World Indoor Championships                                | Istanbul, Turkey        | 8th                  | Long jump            | 4.71 m               |
| 2012                 | Olympic Games                                             | London, United Kingdom  | 18th (q)             | Long jump            | 6.32 m               |
| 2013                 | Central American and Caribbean Championships              | Morelia, Mexico         | 3rd                  | Long jump            | 6.42 m               |
| 2013                 | World Championships                                       | Moskva, Nga             | 24th (q)             | Long jump            | 6.35 m               |
| 2014                 | Commonwealth Games                                        | Glasgow, United Kingdom | 8th                  | Long jump            | 6.31 m               |
| 2015                 | Pan American Games                                        | Toronto, Canada         | 2nd                  | Long jump            | 6.69 m               |
| 2015                 | World Championships                                       | Beijing, China          | 25th (q)             | Long jump            | 6.34 m               |
| 2016                 | Olympic Games                                             | Rio de Janeiro, Brazil  | 16th (q)             | Long jump            | 6.45 m               |
| 2017                 | World Championships                                       | London, United Kingdom  | 28th (q)             | Long jump            | 5.91 m               |
| 2018                 | Commonwealth Games                                        | Gold Coast, Australia   | 8th                  | Long jump            | 6.30 m               |
| 2018                 | NACAC Championships                                       | Toronto, Canada         | 6th                  | Long jump            | 6.09 m               |